# (35360) 1997 TY11
1997 TY11 (asteroide 35360) é um asteroide da cintura principal. Possui uma excentricidade de 0.20237830 e uma inclinação de 2.55665º.
Este asteroide foi descoberto no dia 7 de outubro de 1997 por Beijing Schmidt CCD Asteroid Program em Xinglong.